# 里昂信贷银行大厦
里昂信贷银行大厦（法語：Tour Part-Dieu，原名Tour du Crédit Lyonnais）是法国里昂的一座摩天大楼，高164.9（541英尺），42层。位于La Part-Dieu区。该建筑于1977年完成，圆柱形，当时为法国第四高建筑，並且是Incity大廈完工前的里昂第一高樓。
顶部十个楼层开设丽笙酒店，是欧洲最高的酒店。其他楼层为写字楼。
这个塔的屋顶大致与富维耶圣母圣殿等高。 
里昂人根据该楼形状为其起绰号“铅笔”。